# Cyclohexadienon
Cyclohexadienon is het tautomeer van fenol. In het algemeen is de fenolvorm door het optreden van aromaticiteit in die verbinding veel stabieler:
In speciale gevallen, als vorming van de benzeenring niet mogelijk is ten gevolge van substituenten, is het cyclohexadienon isoleerbaar, zoals bij de Zincke-Suhl-reactie.